# Римбениеце, Ария Альфредовна
Ария Альфредовна Ри́мбeниеце (латыш. Ārija Rimbeniece, в русском написании также Римбиниеце; р. 27 сентября 1942, Рига) — советская латвийская баскетболистка, Мастер спорта СССР международного класса (1963). Форвард. Рост — 173 см. Окончила Тартуский университет. В 1961-1967 гг. выступала за команду «ТТТ» (Рига).

## Достижения
- Чемпионка СССР 1961-1967 гг[1].
- Победительница III (1963) и IV (1967) Спартакиад народов СССР.
- Обладательница Кубка Европейских чемпионов 1961, 1962, 1964-1967 гг.